# Január 20.
Január 20. az év 20. napja a Gergely-naptár szerint. Az évből még 345 (szökőévekben 346) nap van hátra.
Névnapok: Fábián, Sebestyén + Eutim, Fabiána, Fabó, Özséb, Sebastian, Sebő, Sebők, Sedékiás, Szebasztian, Tímea

## Események

### Politikai események
- 1926 – Megalakul a Magyar Nők Szentkorona Szövetsége Apponyi Albertné és Andrássy Klára vezetésével, feminista, legitimista programmal.
- 1942 – Wannseei konferencia.
- 1945 – Moszkvában aláírják a fegyverszüneti megállapodást a szövetséges hatalmak és a magyar Ideiglenes Nemzeti Kormány között.
- 1969 – Bauer Sándor 17 éves diák a Nemzeti Múzeum kertjében felgyújtja magát, hogy így tiltakozzon a fennálló kommunista rendszer ellen.
- 1980 – Jimmy Carter amerikai elnök felszólítja a Szovjetuniót, hogy csapatait egy hónapon belül vonja ki Afganisztánból.
- 2008
  - Nemzetgyűlési választások Kubában.
  - Tbilisziben, a parlament előtti téren – amerikai mintára megrendezett szabad ég alatti ceremónián, a meghívott külföldi és hazai vendégek előtt – beiktatják hivatalába Miheil Szaakasvili elnököt.
  - Nabih Berri libanoni házelnök bejelenti, hogy a január 21-ére tervezett elnökválasztást február 11-én tartják.
  - Hatan halnak meg egy öngyilkos merényletben az iraki al-Anbár tartományban, a merénylet tulajdonképpeni célpontja – egy amerikai támogatást élvező szunnita sejk – sértetlen marad.
  - Elnökválasztás Szerbiában.

#### USA-elnökök beiktatása
1949 óta az Amerikai Egyesült Államok elnökeinek beiktatását január 20-án tartják, ez alól azóta két kivétel volt, amikor is 1963-ban Kennedy egykori elnök merényletét követően Lyndon B. Johnson alelnök lépett hivatalba, továbbá amikor Richard Nixon a Watergate-botrány következtében lemondott pozíciójáról és a következő választásig a posztot Gerald Ford alelnök töltötte be.
- 1949 – Harry S. Truman (33.) második ciklusának kezdete
- 1953 – Dwight D. Eisenhower (34.)
- 1961 – John F. Kennedy (35.)
- 1965 – Lyndon B. Johnson (36.)
- 1969 – Richard Nixon (37.)
- 1977 – Jimmy Carter (39.)
- 1981 – Ronald Reagan (40.)
- 1989 – George H. W. Bush (41.)
- 1993 – Bill Clinton (42.)
- 2001 – George W. Bush (43.)
- 2009 – Barack Obama (44.)
- 2017 – Donald Trump (45.)
- 2021 – Joe Biden (46.)
- 2025 - Donald Trump (47)

### Tudományos és gazdasági események
- 1978 – A Szovjetunióban felbocsátják az űrállomások kiszolgálását biztosító teherűrhajót, a Progresz–1-et.
- 1986 – Franciaország és Nagy-Britannia megállapodást köt a La Manche-csatorna alatti alagút megépítéséről.
- 2004 – Németországban átadják a Weser-alagutat.

### Kulturális események

#### Zenei események
- 1941 – A VI. vonósnégyes (Sz. 114, BB 119) Bartók Bélától premierje.

### Egyéb események
- 2017 – autóbusz-baleset történt Verona és Velence között, az A4-es autópályán. Az autóbusz Franciaországból, a budapesti Szinyei Merse Pál Gimnázium által évente megrendezett sítáborból tartott hazafelé. A balesetben 26-an megsérültek és 18-an életüket vesztették.

## Születések
- 1775 – André-Marie Ampère francia fizikus, († 1836)
- 1808 – Vajda Péter magyar költő, drámaíró, pedagógus, az MTA tagja († 1846)
- 1823 – Madách Imre magyar író, költő, politikus, a Kisfaludy Társaság rendes és a Magyar Tudományos Akadémia levelező tagja († 1864)
- 1842 – Konkoly Thege Miklós magyar csillagász († 1916)
- 1873 – Johannes Vilhelm Jensen Irodalmi Nobel-díjas dán író († 1950)
- 1884 – Gábor Andor magyar író, humorista († 1953)
- 1889 – Sík Sándor magyar író, költő, egyházi szakíró, egyetemi tanár, az MTA levelező tagja († 1963)
- 1893 – Gyergyai Albert magyar író, műfordító († 1981)
- 1896 – Almásy Imre, főként a két világháború közt aktív, majd emigrációba vonult magyar politikus, országgyűlési képviselő († 1973)
- 1902 – Leviczky Andor magyar bábszínész, színész érdemes művész († 1978)
- 1905 – Ayn Rand orosz származású amerikai regényírónő és filozófus († 1982)
- 1906 – Bálint György magyar színész, rendező, színházigazgató († 1995)
- 1907 – Roy Welensky a Közép-afrikai Föderáció miniszterelnöke († 1991)
- 1918 – Tardos Tibor József Attila-díjas magyar író († 2004)
- 1920 – Jackson DeForest Kelley amerikai színész († 1999)
- 1920 – Federico Fellini olasz filmrendező, forgatókönyvíró († 1993)
- 1920 – Galgóczy Imre magyar színész, szinkronszínész († 2005)
- 1921 – Majláth Júlia magyar zeneszerző, dalszerző († 1976)
- 1930 – Egon Bondy cseh író, költő, filozófus († 2007)
- 1934 – Giorgio Bassi olasz autóversenyző
- 1934 – S. Nagy István eMeRTon-díjas magyar szövegíró († 2015)
- 1935 – Balassa Sándor Kossuth-díjas magyar zeneszerző, a nemzet művésze († 2021)
- 1945 – Ujlaki Dénes Jászai Mari-díjas magyar színész, érdemes művész
- 1951 – Fischer Iván Kossuth-díjas magyar karmester
- 1957 – Lehoczki Károly (CZKI) magyar zenész és karikaturista († 2012)
- 1958 – Zámbó Jimmy magyar énekes († 2001)
- 1960 – Apa (születési nevén Lhakpa Tenzing Sherpa) nepáli serpa, az első ember, aki 21-szer mászta meg a Mount Everestet
- 1960 – Kovács Marianna Aase-díjas magyar bábszínész, tanár
- 1962 – Szép Tibor magyar ornitológus, egyetemi tanár
- 1966 – Csomor Csilla magyar színésznő
- 1966 – Rainn Wilson amerikai színész
- 1968 – Dániel Gábor magyar színész, opera- és operetténekes
- 1968 – Muhammetkali Abulgazijev kirgiz politikus, kormányfő
- 1969 – Molnár Csilla magyar szépségkirálynő († 1986)
- 1971 – Hüttner Csaba magyar kenus
- 1975 – Norberto Fontana argentin autóversenyző
- 1977 – Orosz Dénes, magyar filmrendező, forgatókönyvíró, író.
- 1978 – Sonja Kesselschlager német atléta
- 1983 – Germaine Mason jamaicai-brit magasugró († 2017)
- 1987 – Misurák Tünde magyar színésznő, énekesnő
- 1987 – Evan Peters Golden Globe-díjas amerikai színész
- 1988 – Kottán Krisztián magyar labdarúgó,
- 1979 – Shiroyama Yuu amerikai gitáros
- 1991 – Jolyon Palmer angol autóversenyző
- 1994 – Aradi Adrián magyar-litván terepfutó
- 1995 – Timon Barna magyar színész
- 2000 – Tyler Herro amerikai kosárlabdázó

## Halálozások
- 1270 – Boldog Özséb a pálos rend megalapítója (* 1200 körül)
- 1612 – Rudolf magyar király (* 1552).
- 1639 – I. Musztafa az Oszmán Birodalom 15. és 17. szultánja (* 1592)
- 1707 – Gróf Kollonich Lipót bíboros, esztergomi érsek (* 1631)
- 1900 – John Ruskin angol esztéta, társadalom-reformer (* 1819)
- 1934 – Deák-Ébner Lajos magyar festőművész (* 1850)
- 1936 – V. György brit király, India császára (* 1865)
- 1945 – Agorasztó Tivadar magyar politikus, jogász, országgyűlési képviselő, felsőházi tag (* 1870)
- 1947 – Andrew Volstead amerikai politikus (* 1860)
- 1961 – Rupert Rezső ügyvéd, újságíró, országgyűlési képviselő (* 1880)
- 1962 – Buzágh Aladár Kossuth-díjas magyar kémikus, egyetemi tanár, az MTA tagja (* 1895)
- 1979 – Dudley Folland brit autóversenyző (* 1912)
- 1983 – Garrincha kétszeres világbajnok brazil labdarúgó (* 1933)
- 1984 – Johnny Weissmuller erdélyi német származású amerikai versenyúszó, filmszínész (* 1904)
- 1990 – Barbara Stanwyck amerikai színésznő (* 1907)
- 1993 – Audrey Hepburn Oscar-díjas flamand származású angol színésznő (* 1929)
- 2004 – Alan Brown brit autóversenyző (* 1919)
- 2012 – Etta James amerikai énekesnő, zeneszerző (* 1938)
- 2014 – Claudio Abbado olasz karmester, zongoraművész (* 1933)
- 2015 – S. Nagy István eMeRTon-díjas magyar szövegíró (* 1934)
- 2017 – Kékes Zoltán magyar énekes, gitáros (Dolly Roll) (* 1949)
- 2019 – Andy Vajna magyar filmproducer, üzletember, a nemzeti filmipar fejlesztéséért felelős kormánybiztos (* 1944)
- 2022 – Meat Loaf Grammy-díjas amerikai rockénekes, színész (* 1947)

## Ünnepek, emléknapok, világnapok
- Szent Sebestyén ünnepe a katolikus egyházban
- Azerbajdzsán: a mártírok napja
- Laosz: a hadsereg napja
- Lesotho: a hadsereg napja
- Mali: a hadsereg napja
- USA: az elnöki beiktatás ünnepe (négyévente)